# Cristóbal Rojas Sandoval
Cristóbal Rojas Sandoval y Alcega (Fuenterrabía, 26 de junio de 1502-Cigales, 22 de septiembre de 1580) fue un eclesiástico vasco que llegó a ser obispo de Oviedo, Badajoz y Córdoba y arzobispo de Sevilla.

## Biografía
Era hijo natural de Bernardo de Rojas y Sandoval, II marqués de Denia y de Dominga de Alcega, noble dama guipuzcoana. Pasó los primeros seis años de su vida en Fuenterrabía, su ciudad natal, aunque más tarde se trasladó con su padre a Lerma donde recibió una sólida formación. Estudió Artes en la Universidad de Alcalá de Henares, obteniendo el título de bachiller, licenciado y maestro. En 1529 comenzó sus estudios de Teología en el Colegio de San Ildefonso, recibiendo en 1535 el grado de doctor.
Aunque se desconoce cuándo empezó a ser sacerdote, aparece recién acabados sus estudios como capellán del emperador Carlos V, al que acompañó durante una década, hasta que fue declarado como obispo de Oviedo el 8 de octubre de 1546. Simpatizando con los jesuitas, pidió a Ignacio de Loyola que se instalara en su diócesis. Además, participó en la segunda etapa del Concilio de Trento gracias a la voluntad de Carlos V.
El 4 de mayo de 1556 es nombrado obispo de Badajoz y, aunque fue solicitado para el Concilio de Trento, en esta ocasión envió a un procurador a las sesiones.
El 27 de mayo de 1562 es nombrado obispo de Córdoba y el 27 de octubre se trasladó a la ciudad. En Córdoba encontró gran oposición con los capitulares, que se negaban a perder derechos debido a la aplicación de los decretos del Concilio de Trento. Cristóbal de Rojas no se amedrentó y encarceló a algunos clérigos, aunque finalmente se llegó a un acuerdo. Estas desavenencias le llevaron a solicitar ser trasladado a Burgos, solicitud que fue rechazada. Fue uno de los encargados de organizar la visita de Felipe II a Córdoba en 1570, hospedándose el monarca en el palacio episcopal de Córdoba, mientras que el obispo se trasladó al hospital de San Sebastián. Asimismo, construyó la bóveda de la capilla mayor y la puerta de Santa Catalina de la Mezquita-catedral de Córdoba.
El 18 de mayo de 1571 es nombrado arzobispo de Sevilla, donde continuará con su labor reformista y pro-jesuita, llegando a consagrar la iglesia de la Compañía en señal de aprecio. Consiguió aprobación real para que en 1572 se firmara un acuerdo para la creación de una lonja de mercaderes (actual Archivo General de Indias) que despejara las gradas de la catedral de Sevilla de los tenderetes.
Con el objetivo de fundar un nuevo monasterio franciscano en Lerma, emprendió el viaje a pesar de su avanzada edad, aunque la muerte le sorprendió el 22 de septiembre de 1580 en Cigales, recibiendo sepultura en la colegiata de San Pedro de Lerma, donde su sobrino, el duque de Lerma, costeó un sepulcro con estatua orante del arzobispo en bronce, obra de Lesmes Fernández del Moral, ejecutada por Juan de Arfe con ayuda de Pompeo Leoni.

## Familiares
El obispo acogió en su sede y costeó los estudios a su sobrino Bernardo de Rojas y Sandoval, futuro arzobispo de Toledo y cardenal. Asimismo, en su palacio de Badajoz residió otro sobrino, Francisco Gómez de Sandoval, futuro duque de Lerma y valido de Felipe III.

| Predecesor: Martín Tristán Calvete        | Obispo de Oviedo 1546–1556     | Sucesor: Jerónimo Velasco         |
| Predecesor: Francisco de Navarra y Hualde | Obispo de Badajoz 1556–1562    | Sucesor: Juan de Ribera           |
| Predecesor: Diego Álava Esquivel          | Obispo de Córdoba 1562–1571    | Sucesor: Bernardo de Fresneda     |
| Predecesor: Gaspar de Zúñiga y Avellaneda | Arzobispo de Sevilla 1571–1580 | Sucesor: Rodrigo de Castro Osorio |